# Minh Đăng Quang
Minh Đăng Quang (sinh năm 1923 – mất tích năm 1954) là một tu sĩ Phật giáo và là người khai sơn hệ phái Đạo Phật Khất sĩ Việt Nam.

## Thân thế và hành trạng
Nguyên thế danh Sư là Nguyễn Thành Đạt, tự Lý Huờn, sinh lúc 10 giờ đêm ngày 26 tháng Chín năm Quý Hợi (tức 4 tháng 11 năm 1923) tại làng Phú Hậu, tổng Bình Phú, quận Tam Bình (nay thuộc huyện Tam Bình) tỉnh Vĩnh Long; là con út trong một gia đình có năm người con. Song thân của Sư là ông Nguyễn Tồn Hiếu và bà Phạm Thị Tỵ.
Mười tháng sau khi sinh ra Sư, ngày 25 tháng Bảy năm Giáp Tý (1924), mẹ lâm bệnh nặng và qua đời, hưởng dương 32 tuổi. Từ đó, Sư được phụ thân và mẹ kế Hà Thị Song nuôi dưỡng cho đến lúc trưởng thành.
Có tiếng thông minh, lại chăm chỉ, việc học hành của Sư mỗi năm mỗi tiến phát. Ngoài giờ học tập ở trường, giúp việc nhà, Sư còn tìm tòi học hỏi về Tam giáo. Năm 15 tuổi, Sư xin phép cha qua Nam Vang để tầm sư học đạo. Tại đây, Sư thụ giáo với một tu sĩ người Khmer lai Việt để nghiên cứu kinh tạng và đường lối y bát chân truyền của Phật Tăng xưa .
Khoảng 3 năm sau, cuối năm 1941, Sư về lại Sài Gòn, vâng lời cha lập gia đình năm 1942. Tuy nhiên, chỉ một năm sau, thì vợ (tên Kim Huê, người Chợ Lớn, không rõ họ) và con nhỏ của Sư đều lâm bệnh rồi lần lượt qua đời.
Cám cảnh vô thường, Sư quyết chí đi tu. Đầu tiên Sư đến Hà Tiên định lần qua Phú Quốc, rồi sau đó sẽ đi nước ngoài học đạo. Nhưng khi vừa đến nơi thì đã trễ tàu, Sư ra đầu gành bãi biển Mũi Nai (Hà Tiên) ngồi tham thiền 7 ngày đêm. Trước cảnh trời nước bao la biến đổi khôn lường, cộng với nỗi đau riêng (mẹ và vợ con đều mất sớm)...vào một buổi chiều, Sư ngộ được lý vô thường, vô ngã, khổ vui của cuộc đời,...và ngộ được lý pháp "thuyền Bát Nhã  ngược dòng đời cứu độ chúng sinh".
Sau khi ngộ đạo, Sư lên vùng Thất Sơn (An Giang) để tiếp tục tu tập.
Ít lâu sau, chiến tranh lan tới vùng núi rừng Thất Sơn, phá tan cảnh yên tĩnh thường có. Trong bối cảnh ấy, Sư gặp được một nam tín đồ và theo vị này về trú ở Linh Bửu Tự, thuộc làng Phú Mỹ, tỉnh Mỹ Tho. Nơi đây, suốt ba năm (1944 - 1947), thường thì buổi sáng Sư đi khất thực, đến trưa thì thọ trai, buổi chiều giáo hóa, buổi tối tham thiền nhập định, nêu gương về đời sống phạm hạnh thanh tịnh, y theo truyền thống của Phật Tăng thời chính pháp .
Đầu năm 1947, Sư rời chùa để đi giáo hóa khắp Nam Bộ, và các vùng miền khác như Tây Ninh, Bình Dương, Bà Rịa, Vũng Tàu, v.v... Sau 8 năm tiếp độ tăng chúng, vào ngày 1 tháng Hai năm Giáp Ngọ (1954), Sư rời Tịnh xá Ngọc Quang đi với một vị sư già và một chú tiểu qua Tịnh xá Ngọc Viên (Vĩnh Long), rồi qua tiếp Cần Thơ. Nhưng khi đến Cái Vồn (Bình Minh, Vĩnh Long) thì Sư bị một số người bắt đi thất tung cho đến nay .

## Tác phẩm
Trong thời giáo hóa, Tổ sư Minh Đăng Quang có soạn ra bộ Chơn lý gồm 69 quyển (gồm 69 tiểu phẩm) và tập Bồ Tát giáo (gồm 17 chương). Hai tác phẩm này chứa đựng những tư tưởng đặc thù phát xuất từ những tự chứng tự ngộ của bản thân Sư, dựa trên nền tảng là pháp môn Giới - Định - Tuệ truyền thống của đạo Phật.

## Tôn chỉ hành đạo (sơ lược)
Với chí nguyện "nối truyền Thích Ca chính pháp", Sư đã quyết chí đi theo con đường truyền thống mà Phật Thích Ca (Tất-đạt-đa Cồ-đàm) đã vạch ra, noi gương Phật Tăng xưa sống đời phạm hạnh của một "du phương khất sĩ". Tuy nhiên, từ nguồn suối tâm linh này, Sư tiếp tục khơi thông nguồn mạch, thuận duyên hành đạo trong cộng đồng dân tộc Việt, để khai sáng ra hệ phái Phật giáo Khất sĩ Việt Nam. Nghĩa là mặc dù cách tu học theo lối "khất sĩ" đã có từ thời Phật Thích Ca còn tại thế, nhưng theo hòa thượng Thích Giác Toàn, thì trong cách tu học của hệ phái do Tổ sư sáng lập vẫn có "một sắc thái Phật giáo đặc thù, biệt truyền tại miền Nam Việt Nam".
Về mục đích của sự tu tập theo lối "khất sĩ", Sư giải thích đại ý như sau: "Sự xin ăn không phải là hèn kém, chẳng qua việc ấy nhắc nhở người tu hành phải biết nhẫn nhục và chịu đựng những thử thách, để lòng tự ái, dục vọng...chóng tiêu dần. Đồng thời qua đó, nó còn giúp người tu luyện trí, tạo cho mình những niềm lạc quan siêu thoát hơn. Về phần người bố thí, qua hình ảnh của người "khất sĩ", họ sẽ hiểu được phần nào là "an vui thanh sạch", là "trầm luân khổ ải" để sớm thức tỉnh, tìm đến con đường giải thoát phiền muộn. Tóm lại, đối với người tu, nếu không làm "khất sĩ" để vừa hóa trai, vừa tu học thì không dễ gì đạt được đạo quả vô thượng" .
Trong một bài viết do Hệ phái Khất Sĩ biên soạn đăng trên báo Giác Ngộ, ý nghĩa của sự "khất sĩ" lại được lý giải như sau: Khất là xin, sĩ là học. Xin rồi lại cho, học rồi lại dạy. Xin phẩm thực để nuôi thân giả tạm, cho sự thiện lành phước đức để bảo giữ sự sống dài lâu. Học bằng cách thu thập ở khắp nơi, rút tỉa, rồi chỉ lại cho người. Cái xin, cái cho, cái học, cái dạy... tựa như các pháp nương sanh, mở ra con đường xán lạn cho tất cả về sau tiến bước. Con đường ấy kêu là Đạo....
Cụ thể là: dù ở nơi nào, trước đây, mỗi sáng các đệ tử theo hệ phái Khất sĩ "đầu trần, chân đất" ôm chiếc y bát đi hóa duyên, đến trưa (giờ Ngọ) tìm nơi vắng vẻ thọ thực tùy theo số thức phẩm có được, và buổi chiều đi thuyết giảng đạo tại các nơi đông dân cư... Với phương châm hành đạo do Sư đề ra là:
Nên tập sống chung tu học:
Cái Sống là phải sống chung,
Cái Biết là phải học chung,
Cái Linh là phải tu chung.
Có nghĩa sống chung tu học để nung đúc, rèn luyện, tăng trưởng cái Sống, cái Biết, cái Linh; đó chính là cụ thể hóa tinh thần Tam tụ-Lục hòa mà chư Phật đã dạy từ ngàn xưa....
Đồng thời, Sư cũng khuyến khích các cư sĩ tại gia tích cực gắn bó trong cuộc sống, cùng chung xây dựng một cõi đời đạo đức, một cuộc sống an vui hạnh phúc ngay tại thế gian này bằng cách:
Mỗi người phải biết chữ
Mỗi người phải thuộc giới
Mỗi người phải tránh ác
Mỗi người phải (học đạo) làm thiện .

## Biểu tượng Hoa sen và Ngọn đèn chân lý
Tổ Minh Đăng Quang đã chọn "hoa sen" và "ngọn đèn chân lý" làm biểu tượng cho dòng pháp của mình, với ý nghĩa là: Đem chính pháp thanh tịnh của chư Phật (hoa sen), soi đường dẫn lối cho người hữu duyên (ngọn đèn chân lý).
Sâu xa hơn, biểu tượng Hoa sen và Ngọn đèn chân lý chính là lý tưởng, là hoài bão của Ngài về một quốc độ, một cuộc sống an vui, thuần thiện của tất cả mọi người. Trong đó người tin theo phải thể hiện một đời sống tu tập trong sáng, thanh thoát, luôn thắp lên Ngọn đèn chân lý phụng hiến cho đời.

## Sự phát triển và hội nhập
Ban đầu, mỗi đoàn du tăng hoặc ni được thành lập (khoảng 20 vị trở lên), theo sự điều động của Tổ sư Minh Đăng Quang, chia nhau đi hành đạo khắp các tỉnh. Cứ như thế, theo thời gian hình ảnh những nhà sư rày đây mai đó (du phương khất sĩ), không chấp giữ tiền bạc và của cải riêng tư, đã tạo dấu ấn trong tâm thức của nhiều người. Lần hồi, nhờ người mộ đạo hảo tâm cúng dường đất đại và tiền của, nhiều ngôi tịnh xá được dựng lên ở nhiều nơi để cho chư tăng có nơi tạm trú tu học, và cho bá tánh có chỗ nương dựa tinh thần.
Đầu năm 1980, Ban Vận động Thống nhất Phật giáo Việt Nam được thành lập, trong đó có hai đại biểu của hệ phái Khất sĩ là Thượng tọa Thích Giác Toàn (đại diện cho Tăng già Khất sĩ) và Ni sư Huỳnh Liên (đại diện cho Ni giới Khất sĩ). Đến tháng 11 năm 1981, trong Hội nghị thành lập Giáo hội Phật giáo Việt Nam được tổ chức tại chùa Quán Sứ (Hà Nội), hệ phái Khất Sĩ do Tổ sư Minh Đăng Quang khai sáng đã chính thức trở thành một trong 9 tổ chức của Giáo hội Phật giáo Việt Nam.

## Pháp viện Minh Đăng Quang

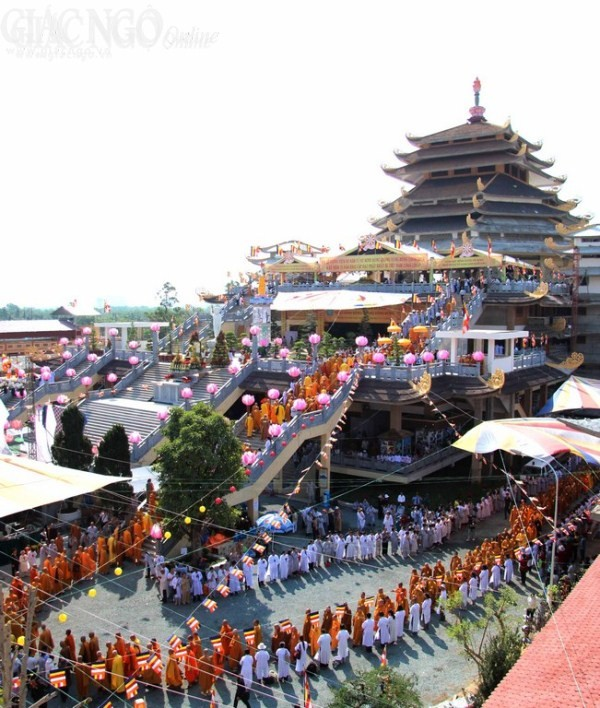
Pháp viện Minh Đăng Quang

Để tưởng nhớ Tổ sư của Hệ phái Khất sĩ Việt Nam, Hòa thượng Pháp sư Giác Nhiên, Đệ nhất Trưởng Giáo đoàn IV Hệ phái Khất Sĩ đã có ý tưởng sáng lập từ năm 1968. Lúc bấy giờ, Pháp viện tọa lạc trên một vùng đất nguyên là bãi đổ rác của thành phố, phía trước là khu ruộng đồng hoang sơ với tổng diện tích là 62.000m2 . Pháp viện Minh Đăng Quang được xây lên với dụng ý làm một trung tâm hoằng pháp lâu dài và tương xứng với sự phát triển của Giáo hội Tăng-già Khất Sĩ Việt Nam. Ngày nay, pháp viện Minh Đăng Quang đã có địa chỉ chính thức tại số 505 Xa lộ Hà Nội - Phường An Phú - TP.Thủ Đức - TP.HCM.